# Sistem uravnoteženih pokazatelja
Sistem uravnoteženih pokazatelja (balanced scorecard - BSC) je alat za strateško upravljanje performansama - polustandardizirani strukturirani izvještaj, podržan metodama dizajna i alatima za automatizaciju, kojega rukovodioci mogu koristiti za praćenje kako osoblje pod njihovim rukovođenjem izvršava aktivnosti,  te nadzirati posljedice koje proizlaze iz tih radnji. Godine 1992. oblikovali su ga Robert S. Kaplan i Dejvid Norton.

## Spoljašnje veze
- 2GC Balanced Scorecard Usage Survey
- "FAQ Answer: What is the Balanced Scorecard?"